# Badminton na Letnich Igrzyskach Olimpijskich 1992

## Mężczyźni

### Singel
| Lp. | Państwo   | Zawodnik               |
| --- | --------- | ---------------------- |
| 1   | Indonezja | Alan Budikusuma        |
| 2   | Indonezja | Ardy Wiranata          |
| 3   | Dania     | Thomas Stuer-Lauridsen |
|     | Indonezja | Hermawan Susanto       |

### Debel
| Lp. | Państwo          | Zawodnicy                  |
| --- | ---------------- | -------------------------- |
| 1   | Korea Południowa | Kim Moon-soo Park Joo-bong |
| 2   | Indonezja        | Rudy Gunawan Eddy Hartono  |
| 3   | Chiny            | Li Yongbo Tian Bingyi      |
|     | Malezja          | Jalani Sidek Razif Sidek   |

## Kobiety

### Singel
| Lp. | Państwo          | Zawodniczka   |
| --- | ---------------- | ------------- |
| 1   | Indonezja        | Susi Susanti  |
| 2   | Korea Południowa | Bang Soo-hyun |
| 3   | Chiny            | Huang Hua     |
|     | Chiny            | Tang Jiuhong  |

### Debel
| Lp. | Państwo          | Zawodniczki                    |
| --- | ---------------- | ------------------------------ |
| 1   | Korea Południowa | Chung So-young Hwang Hye-young |
| 2   | Chiny            | Guan Weizhen Nong Qunhua       |
| 3   | Chiny            | Lin Yanfen Yao Fen             |
|     | Korea Południowa | Gil Young-ah Shim Eun-jung     |